# Valda sidor
Valda sidor är en häftad bok med utdrag från Hjalmar Söderbergs verk fram till utgivningsåret 1908. För det låga priset av 1 krona erbjöd Albert Bonniers Förlag, att ge sin breda läsekrets en provkarta på Söderbergs litterära produktion vid 38 års ålder. Samlingen omfattar de första tio åren i hans karriär.
Boken innehåller bland annat ett urval av Söderbergs ungdomsvers, tio noveller från Historietter, avsnitt ur kortromanen Martin Bircks ungdom, exempel från novellsamlingen Främlingarna, utdrag ur dagboksromanen Doktor Glas och några texter från novellsamlingen Det mörknar över vägen samt ett parti ur pjäsen Gertrud.

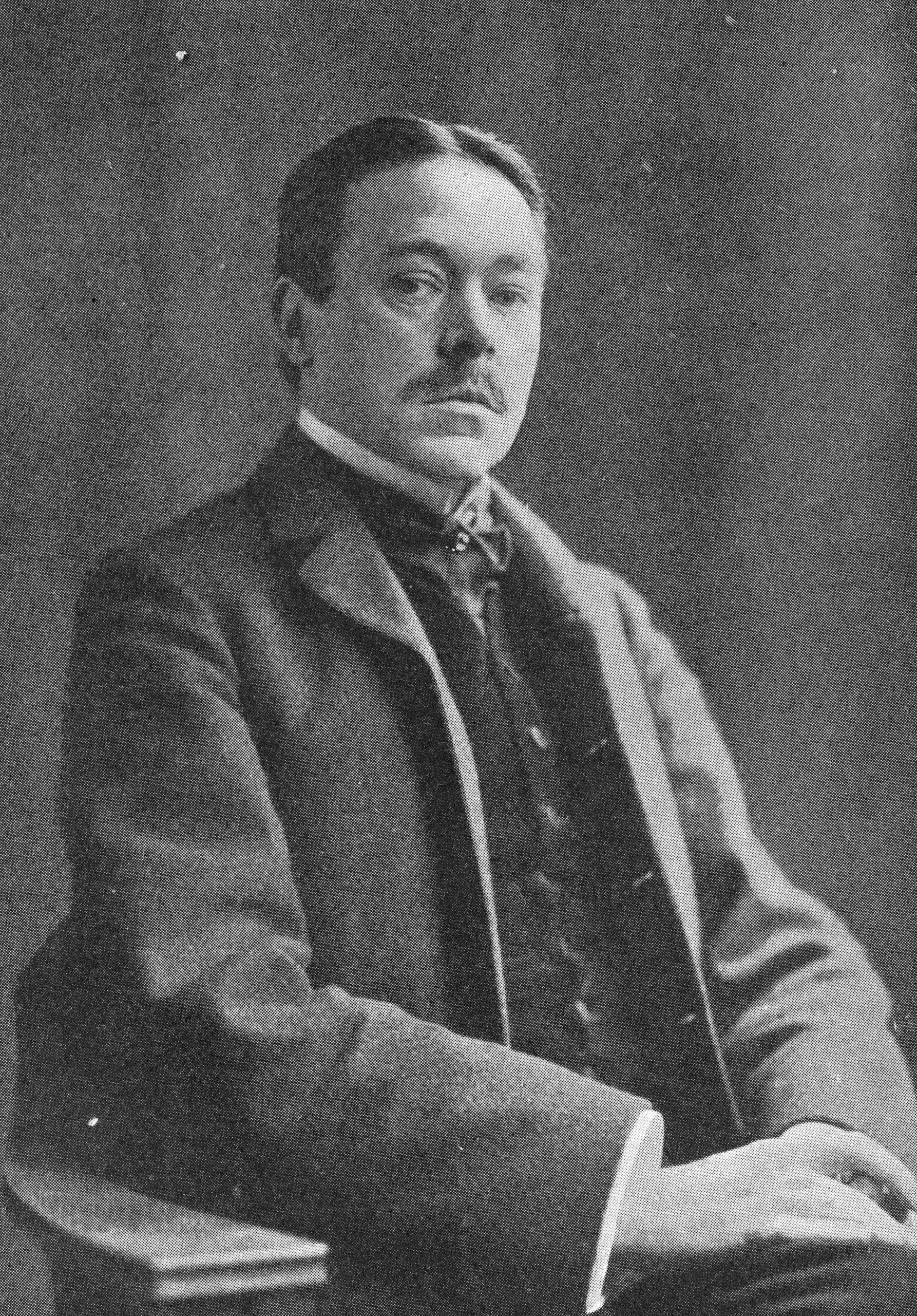
Hjalmar Söderberg, ett foto från tidigt 1900-tal.

Söderbergs först publicerade roman, Förvillelser från 1898, finns inte med i detta urval av texter. Av ungdomsverserna var de flesta sedan tidigare publicerade i dagspress, tidskrifter och kalendrar vid skilda tillfällen. I Valda sidor är det första gången man kan läsa de 16 dikterna i ett sammanhang och vid ett tillfälle.

## Innehåll
- Ungdomsvers (1891–1896)
  - Dröm (1892), Ord och Bild.[4][5]
  - Långfredag (april 1892), Figaro.[6][7]
  - När du rodnar (juni 1892), Figaro.[8][9]
  - Du lämnar ej mina tankar (1891), Ny Illustrerad Tidning.[10][11]
  - Det mörknar öfver vägen (december 1891), Nyaste Kristianstadsbladet.[12][13]
  - Den okända (1904), Ord och Bild.[14][15]
  - Ensam (Lösa blad V-VI) (1892, 1901), Martin Bircks ungdom.[16][17]
  - Du däruppe (1901,1904, 1908, 1916, 1921, 1923).[18][19]
  - Silvesterklagan, (Sylvesterkantat) (1895),[20][21]
  - Människorna (1906, 1908. 1921), Till bokförläggare Karl Otto Bonnier på femtioårsdagen af vänner och författare.[22][23]
  - Världsstyrelsen (1892, 1908, 1921).[24][25]
  - Dagboksblad (1894), Ny Illustrerad Tidning.[26][27]
  - Jag gick på vägen med min moder (1896–97), Nornan.[28][29]
  - Sång på vattnet (1895), Idun.[30][31]
  - Trollspegeln (1896), Vintergatan (kalender).[32][33]
  - Vid dammen (1896), Ord och Bild.[34][35]

- Tio noveller ur Historietter (1898) — ett urval av de 20 berättelserna i novellsamlingen.[36]
- Drömmen om evigheten, (sep 1897)
- Nattvardens sakrament, I rökhytten, (december 1897)
- Pelsen, (december 1897)
- Sotarfrun, (1895-1896)
- Skuggan, (januari 1898)
- En kopp te, (oktober 1897)
- Syndens lön, Diktarlön, (september 1891)
- Duggregnet, (oktober 1890)
- Historieläraren, (november 1894)
- En herrelös hund, (1894-1895)

- Ur Martin Bircks ungdom (1901)
  - Hemmet
  - Sommardagar
  - Vinternatten
  - Tre ungdomsnoveller

- Ur Främlingarna (1903), som innehåller 12 noveller varav fem ingår i urvalet.[37][38]
  - Det blå ankaret (januari 1902)
  - Spelarne (1901-1902)
  - Kyrkoherdens kor (1901)
  - Satan, majoren och hofpredikanten (december 1901)
  - Det sjätte sinnet (juni 1900)

- Ur Doktor Glas (1905)

- Ur Det mörknar öfver vägen (1907), som sammanlagt innehåller 17 noveller varav de första fyra ingår i urvalet.[39][40]
  - Blom (1903)
  - Kinesen (1905-1906)
  - Den brinnande staden (1905)
  - Drömmen om ålderdomen (1904)

- Ur Gertrud (1906/1907)
  - Tredje akten. Spegelscenen